# Amphoe Sapphaya
Amphoe Sapphaya (Thai: อำเภอ สรรพยา) ist ein Landkreis (Amphoe – Verwaltungs-Distrikt) im östlichen Teil der Provinz Chai Nat. Die Provinz Chai Nat liegt im nördlichen Teil der Zentralregion von Thailand.

## Geographie
Benachbarte Distrikte (von Südwesten im Uhrzeigersinn): die Amphoe Sankhaburi, Mueang Chai Nat der Provinz Chai Nat, Amphoe Takhli der Provinz Nakhon Sawan und Amphoe In Buri der Provinz Sing Buri.

## Verwaltung

### Provinzverwaltung
Amphoe Sapphaya ist in sieben Gemeinden (Tambon) unterteilt, die wiederum in 55 Dorfgemeinschaften (Muban) gegliedert sind.
| Nr. | Name             | Thai       | Muban | Einw. |
| --- | ---------------- | ---------- | ----- | ----- |
| 01. | Sapphaya         | สรรพยา     | 07    | 6.873 |
| 02. | Taluk            | ตลุก        | 12    | 8.830 |
| 03. | Khao Kaeo        | เขาแก้ว     | 06    | 3.186 |
| 04. | Pho Nang Dam Tok | โพนางดำตก  | 06    | 6.678 |
| 05. | Pho Nang Dam Ok  | โพนางดำออก | 08    | 5.424 |
| 06. | Bang Luang       | บางหลวง    | 07    | 5.791 |
| 07. | Hat Asa          | หาดอาษา    | 09    | 6.653 |

### Lokalverwaltung
Es gibt acht Kommunen mit „Kleinstadt“-Status (Thesaban Tambon) im Landkreis:
- Chao Phraya (Thai: เทศบาลตำบลเจ้าพระยา) bestehend aus Teilen des Tambon Sapphaya.
- Taluk (Thai: เทศบาลตำบลตลุก) bestehend aus dem kompletten Tambon Taluk.
- Pho Nang Dam Tok (Thai: เทศบาลตำบลโพนางดำตก) bestehend aus Teilen des Tambon Pho Nang Dam Tok.
- Pho Nang Dam Ok (Thai: เทศบาลตำบลโพนางดำออก) bestehend aus dem kompletten Tambon Pho Nang Dam Ok.
- Hat Asa (Thai: เทศบาลตำบลหาดอาษา) bestehend aus dem kompletten Tambon Hat Asa.
- Pho Phithak (Thai: เทศบาลตำบลโพธิ์พิทักษ์) bestehend aus Teilen des Tambon Pho Nang Dam Tok.
- Sapphaya (Thai: เทศบาลตำบลสรรพยา) bestehend aus Teilen des Tambon Sapphaya.
- Bang Luang (Thai: เทศบาลตำบลบางหลวง) bestehend aus dem kompletten Tambon Bang Luang.

Außerdem gibt es eine „Tambon-Verwaltungsorganisationen“ (องค์การบริหารส่วนตำบล – Tambon Administrative Organizations, TAO)
- Khao Kaeo (Thai: องค์การบริหารส่วนตำบลเขาแก้ว) bestehend aus dem kompletten Tambon Khao Kaeo.